# Grabowo (powiat mrągowski)
Grabowo (niem. Grabowen, 1938–1945 Grabenhof) – wieś w Polsce położona w województwie warmińsko-mazurskim, w powiecie mrągowskim, w gminie Mrągowo.
W latach 1954–1961 wieś należała i była siedzibą władz gromady Grabowo, po jej zniesieniu w gromadzie Mrągowo. W latach 1975–1998 miejscowość należała administracyjnie do województwa olsztyńskiego.

## Historia
Wieś powstała w 1554 r., kiedy to starosta w Rynie Georg von Diebesa, za zezwoleniem władzy książęcej, sprzedał Bartoszowi Skońcowi 6 łanów sołeckich za 162 grzywien, celem założenia wsi czynszowej na 50 lub 60 łanach na prawie magdeburskim, w Lesie Marcinkowalski przy strumyku „Przirizky” czyli Przyrzecze, między Dłużcem a Krzywem.
Włóki soleckie, wolne od czynszu, przypadły pięciu braciom: Jędrzejowi (Endre), Mikołajowi, Wojciechowi i Grzegorzowi. Braciom wolno było łowić ryby w jeziorze Kujno i we wspomnianym strumyku, lecz tylko na potrzeby własne.
W 1617 r. wymieniany jest w Grabowie 40 łanowy majątek szlachecki na prawie chełmińskim - z obowiązkiem utrzymania jednego konia, który byłby odpowiedni dla zaprzęgu armatniego, należący do Jana Stanisławskiego podstarosty lidzbarskiego.Później majątek ten przeszedł we wladanie rodu Koenigsecków, którzy w księstwie pruskim sprawowali najwyższe urzędy (m.in. Bernard von Koenigseck był w latach 1641–1653 nadradcą książęcym i zarządcą zamku królewieckiego). 
W wieku XVIII w., na skutek różnych klęsk, aż 32 łany były puste. W 1739 r. zbudowano szkołę, do której uczęszczało 48 dzieci, w tym 18 z Borowego. W 1785 r. było we wsi 37 domów, w 1815 50 domów i 275 mieszkańców. W 1818 r. nauczał w niej po polsku Jakub Miałki. W 1838 r. z pożaru ocalało 35 budynków mieszkalnych, we wsi zamieszkiwały wówczas 363 osoby. W 1848 r. było już 55 domów z 310 mieszkańcami.
Po reformie uwłaszczeniowej i tzw. separacji gruntów, powstało wiele nowych gospodarstw chłopskich poza wsią na wybudowaniach. Powstał też niewielki majątek (162 ha), należący do Carla Materna, który prowadził folwark specjalizujący się w hodowli bydła i koni. W majątku tym około 1900 r. funkcjonowała cegielnia. W 1907 r. już nie wspomina się o cegielni w Grabowie. 
W 1928 r. Grabowo traktowane było jako wieś, wybudowanie i majątek, liczące łącznie 603 mieszkańców. W latach 1925–28 zbudowano szosę Grabowo-Borowe-Rybno, zaś w latach 1934-37 była w budowie inna na trasie Grabowo - Jędrychowo – Sorkwity. W 1938 r. ówczesne władze niemieckie, w ramach akcji germanizacyjnej, zmieniły urzędowa nazwę wsi z Grabowen na Grabenhof. W 1939 r. we wsi mieszkało 515 osób i było tu 118 gospodarstw domowych, w tej liczbie 75 gospodarstw rolniczych, z których 9 miało wielkość w granicach 10-20 ha, 19 w granicach 20-100 ha i jeden majątek (traktowany jako gospodarstwo rolnicze wielkości „ponad 100 ha”).
W 1973 r. do sołectwa Grabowo należały także przysiółki: Dobroszewo i Głazowo.